# Kolankoron
Kolankoron, im Lateinischen Colancorum (altgriechisch Κολάγκωρον), ist ein Ortsname, der in der Geographia des Claudius Ptolemaios als einer der im Innern der Germania magna nördlicher im Westen liegenden Orte (πόλεις) mit 39° 00′ Länge (ptolemäische Längengrade) und 53° 30′ Breite angegeben wird. Kolankoron liegt damit nach Ptolemaios zwischen Sousoudata und Lougidounon. Wegen des Alters der Quelle kann eine Existenz des Ortes um 150 nach Christus angenommen werden.
Bislang konnte der Ort nicht sicher lokalisiert werden. Ein interdisziplinäres Forscherteam um Andreas Kleineberg, das die Angaben von Ptolemaios neu untersuchte, lokalisiert zurzeit Kolankoron anhand der Transformation der antiken Koordinaten beim heutigen Küstrin (Kostrzyn) in der polnischen Woiwodschaft Lebus.
Die polis Kolankoron könnte damit am Hellweg gelegen haben, einer wichtigen antiken Handelsroute, die vom Westen der Germania magna bis ins Samland führte.
Zudem liegt Küstrin an der Mündung der Warthe in die Oder. Archäologisch könnte ein Zusammenhang mit der Oder-Warthe-Gruppe bzw. der frühen Przeworsk-Kultur vorliegen, einer archäologischen Kultur, welche die Forschung im Allgemeinen mit den frühen Wandalen und Burgunden sowie mit den Lugiern verbindet.